# The Walking Dead (franchise)

The Walking Dead logo

The Walking Dead is een Amerikaanse mediafranchise waarin verschillende groepen mensen trachten te overleven in een wereld waar een zombie-apocalyps plaatsvindt. De franchise ontstond oorspronkelijk met de gelijknamige stripserie in oktober 2003 die bedacht en gecreëerd werd door Robert Kirkman, Tony Moore en Charlie Adlard. In 2010 kwam de eerste televisieserie gebaseerd op de strip, deze werd ontwikkeld door scenarist en regisseur Frank Darabont.
De franchise bestaat sinds februari 2024 uit 193 stripverhalen, zeven televisieseries, acht webseries, tien boeken en meerdere videogames.

## Stripverhaal
The Walking Dead-franchise begon met de gelijknamige stripserie. De strips bestond uit een maandelijkse zwart-wit stripreeks die de avonturen beschreven van Rick Grimes, zijn familie en andere overlevenden van een zombie-apocalyps.
De serie werd voor het eerst uitgegeven in 2003 door uitgever Image Comics en is gemaakt door schrijver Robert Kirkman. De strips werd oorspronkelijk getekend door Tony Moore, hij werd echter sinds de zevende strip vervangen door Charlie Adlard. Moore verzorgde echter wel nog tot de 24 editie de voorkant van de strips. In juli 2019 werd het laatste, 193e deel, in de stripserie uitgebracht. De stripserie van The Walking Dead ontving in 2010 de Eisner Award voor Best Continuing Series op San Diego Comic-Con International.

## Televisieseries
In oktober 2010 kwam de eerste televisieserie uit onder de naam The Walking Dead. In augustus 2015 kwam de tweede televisieserie Fear the Walking Dead uit, het verhaal van deze serie begint oorspronkelijk een paar maanden voor het verhaal van The Walking Dead. In oktober 2020 kwam de derde televisieserie uit onder de naam The Walking Dead: World Beyond, deze serie begint ongeveer tien jaar na de start van het verhaal van The Walking Dead. De televisieseries spelen zich af in dezelfde gezamenlijke wereld. Zo komt het voor dat enkele personages in meerdere series te zien zijn.

### Overzicht
| Televisieseries                     | Verschijningsdatum | Verschijningsdatum | Seizoenen | Afleveringen |
| Televisieseries                     | Eerste aflevering  | Laatste aflevering | Seizoenen | Afleveringen |
| ----------------------------------- | ------------------ | ------------------ | --------- | ------------ |
| The Walking Dead                    | 31 oktober 2010    | 20 november 2022   | 11        | 177          |
| Fear the Walking Dead               | 23 augustus 2015   | 19 november 2023   | 8         | 113          |
| The Walking Dead: World Beyond      | 4 oktober 2020     | 5 december 2021    | 2         | 20           |
| Tales of the Walking Dead           | 14 augustus 2022   | 18 september 2022  | 1         | 6            |
| The Walking Dead: Dead City         | 18 juni 2023       | 23 juli 2023       | 1         | 6            |
| The Walking Dead: Daryl Dixon       | 10 september 2023  | 3 november 2024    | 2         | 12           |
| The Walking Dead: The Ones Who Live | 25 februari 2024   | 31 maart 2024      | 1         | 6            |

### The Walking Dead (2010-2022)
The Walking Dead is de eerste televisieserie uit de franchise en is een grote lijnen gebaseerd op gelijknamige strip. De eerste aflevering werd uitgezonden op 31 oktober 2010. De televisieserie volgt de avonturen van Rick Grimes die na anderhalve maand ontwaakt uit een coma en ontdekt dat er een zombie-apocalyps gaande is. Rick begint met zijn zoektocht naar zijn vrouw en zoon. Als hij hen vind bij een groep overlevende sluit hij zich bij hen aan en wordt al snel de leider van de groep. De groep probeert door de jaren heen te overleven in deze nieuwe wereld; ze krijgen niet alleen te maken met hordes zombies maar ook met andere gewelddadige groepen. Door de jaren heen hebben diverse grote rollen de serie verlaten en nieuwe rollen zijn entree gemaakt.

### Fear the Walking Dead (2015-heden)
Fear the Walking Dead is de tweede televisieserie uit de franchise en is een spin-off van The Walking Dead. De eerste aflevering werd uitgezonden op 23 augustus 2015. Het verhaal is speciaal voor deze serie geschreven en begint een paar maanden voordat het verhaal van de eerste televisieserie begon. Deze televisieserie volgt schooldecaan Madison Clark, haar vriend Travis en haar dochter Alicia en drugsverslaafde zoon Nick aan het begin van de zombie-apocalyps. De kijker krijgt voor het eerst te ziet hoe de eerste zombiegevallen ontstonden en hoe het leger hier in het begin tegen op trad. Na het eerste seizoen loopt de serie langzaamaan gelijk met The Walking Dead. Tevens is het voorgekomen dat een paar belangrijke personages uit The Walking Dead de overstap maakte naar deze serie.

### The Walking Dead: World Beyond (2020-2021)
The Walking Dead: World Beyond is de derde televisieserie uit de franchise en is de tweede spin-off van The Walking Dead. De eerste aflevering werd uitgezonden op 4 oktober 2020. De serie speelt zich 10 jaar later af van het begin van The Walking Dead. De televisieserie richt zich op de eerste generatie die volwassen wordt in de zombie-apocalypse en volgt een aantal tieners.

### Tales of the Walking Dead (2022-heden)
Tales of the Walking Dead is de vierde televisieserie uit de franchise en is de derde spin-off van The Walking Dead. De eerste aflevering werd uitgezonden op 14 augustus 2022. Elke aflevering is opzichzelfstaand en vertelt het achtergrondverhaal van bestaande of nog niet eerder geïntroduceerde personages.

### The Walking Dead: Dead City (2023-heden)
The Walking Dead: Dead City is de vijfde televisieserie uit de franchise en is de vierde spin-off van The Walking Dead. De eerste aflevering werd uitgezonden op 18 juni 2023. De serie volgt de personages Maggie en Negan vanuit de serie The Walking Dead die samen naar New York vertrekken om de ontvoerde zoon van Maggie terug te halen.

### The Walking Dead: Daryl Dixon (2023-heden)
The Walking Dead: Daryl Dixon is de zesde televisieserie uit de franchise en is de vijfde spin-off van The Walking Dead. De serie volgt het personage Daryl Dixon uit de originele reeks terwijl hij probeert te achterhalen hoe hij in Frankrijk is beland.

### The Walking Dead: The Ones Who Live
The Walking Dead: The Ones Who Live is de zevende televisieserie uit de franchise en is de zesde spin-off van The Walking Dead. De serie volgt de personages Rick Grimes en Michonne die tijdens de voortdurende zombie-apocalyps naar elkaar op zoek zijn.

## Webseries
Naast de reguliere televisieseries zijn er in totaal ook zeven webseries gemaakt. Deze webseries staan in verband met een van de eerste twee televisieseries. Zo vertelde de eerste webserie The Walking Dead: Torn Apart de achtergrond verhaal van "Bicycle girl", dit is een van de eerste zombies die Rick doodde in de eerste aflevering van The Walking Dead.
| Televisieserie        | Webserie          | Verschijningsdatum | Verschijningsdatum | Afleveringen |
| Televisieserie        | Webserie          | Eerste aflevering  | Laatste aflevering | Afleveringen |
| --------------------- | ----------------- | ------------------ | ------------------ | ------------ |
| The Walking Dead      | Torn Apart        | 3 oktober 2011     | 3 oktober 2011     | 6            |
| The Walking Dead      | Cold Storage      | 1 oktober 2012     | 1 oktober 2012     | 4            |
| The Walking Dead      | The Oath          | 1 oktober 2013     | 1 oktober 2013     | 3            |
| The Walking Dead      | Red Machete       | 22 oktober 2017    | 9 april 2018       | 6            |
| Fear the Walking Dead | Flight 462        | 4 oktober 2015     | 26 maart 2016      | 16           |
| Fear the Walking Dead | Passage           | 17 oktober 2016    | 27 maart 2017      | 16           |
| Fear the Walking Dead | The Althea Tapes  | 27 juli 2019       | 8 augustus 2019    | 6            |
| Fear the Walking Dead | Dead in the Water | 10 april 2022      | 10 april 2022      | 6            |

## Boeken
- 2011 – The Walking Dead: Rise of the Governor, geschreven door Robert Kirkman en Jay Bonansinga
- 2012 – The Walking Dead: The Road to Woodbury, geschreven door Robert Kirkman en Jay Bonansinga
- 2012 – A Walking Dead Short: Just Another Day at the Office, geschreven door Robert Kirkman en Jay Bonansinga
- 2013 – The Walking Dead: The Fall of the Governor: Part One, geschreven door Robert Kirkman en Jay Bonansinga
- 2014 – The Walking Dead: The Fall of the Governor: Part Two, geschreven door Jay Bonansinga
- 2014 – Robert Kirkman's The Walking Dead: Descent, geschreven door Jay Bonansinga
- 2015 – Robert Kirkman's The Walking Dead: Invasion, geschreven door Jay Bonansinga
- 2016 – Robert Kirkman's The Walking Dead: Search and Destroy, geschreven door Jay Bonansinga
- 2017 – Robert Kirkman's The Walking Dead: Return to Woodbury, geschreven door Jay Bonansinga
- 2019 – Robert Kirkman's The Walking Dead: Typhoon, geschreven door Wesley Chu

## Videogames
- 2012 – The Walking Dead
- 2012 – The Walking Dead: Social Game
- 2012 – The Walking Dead: Survival Instinct
- 2013 – The Walking Dead: Season Two
- 2015 – The Walking Dead: Michonne
- 2015 – The Walking Dead: Road to Survival
- 2015 – The Escapists: The Walking Dead
- 2015 – The Walking Dead: No Man's Land
- 2016 – The Walking Dead: A New Frontier
- 2018 – The Walking Dead: Our World
- 2018 – The Walking Dead: The Final Season
- 2018 – Overkill's The Walking Dead
- 2020 – The Walking Dead: Saints & Sinners
- 2020 – The Walking Dead: Onslaught
- 2022 – The Walking Dead: Last Mile
- 2022 – The Walking Dead: Saints & Sinners – Chapter 2: Retribution
- 2022 – The Walking Dead: All-Stars
- 2023 – The Walking Dead: Destinies